# Japanische Bandynationalmannschaft der Herren
Die japanische Bandynationalmannschaft der Herren vertritt Japan bei internationalen Bandyspielen.

## Geschichte
Im April 2011 wurde der nationale Bandyverband Japans (日本バンディ連盟, Nihon Bandi Renmei) gegründet. 2012 debütierte die japanische Auswahl bei den Weltmeisterschaften im kasachischen Almaty. Japan startete in der C-Gruppe und traf dabei auf Estland und Kirgisistan. Das erste WM-Spiel gegen die Esten verlor Japan mit 2:6. Nach zwei deutlichen Siegen gegen Kirgisistan und einem Unentschieden im Rückspiel gegen Estland gewann Japan das Spiel um Platz 13 gegen Kirgisistan mit 4:0.
2013 im schwedischen Vetlanda gewann Japan dreimal gegen die Ukraine, unter anderem die beiden Spiele um Platz 13. Bei der Weltmeisterschaft 2014 in Irkutsk blieb Japan in der B-Gruppe der B-Weltmeisterschaft bei drei Siegen und einem Unentschieden ohne Niederlage. In der Endrunde der B-WM erreichte man das kleine Finale, in dem man gegen Ungarn mit 2:6 verlor. Japan belegte damit am Ende den 12. Platz.

## Abschneiden bei Weltmeisterschaften
| WM   | Gastgeber         | Platzierung               | Gruppe        | Gruppenspiele                                            | Platzierungsspiele                                                                                   |
| 2012 | Kasachstan Almaty | 13. Platz (14 Teilnehmer) | C-WM          | 2:6 Estland 13:0 Kirgisistan 8:0 Kirgisistan 2:2 Estland | 4:0 Kirgisistan (Spiel um Platz 13)                                                                  |
| 2013 | Schweden Vetlanda | 13. Platz (14 Teilnehmer) | B-WM B-Gruppe | 2:3 Niederlande 0:3 Estland 8:3 Ukraine                  | 6:5 Ukraine (Hinspiel um Platz 13) 3:1 Ukraine (Rückspiel um Platz 13)                               |
| 2014 | Russland Irkutsk  | 12. Platz (17 Teilnehmer) | B-WM B-Gruppe | 2:1 Ukraine 3:2 Mongolei 12:0 Somalia 4:4 Deutschland    | 3:2 Niederlande (Viertelfinale B-WM) 0:8 Lettland (Halbfinale B-WM) 2:6 Ungarn (Kleines Finale B-WM) |

### WM-Bilanzen
Stand nach der WM 2014
| Land        | Sp. | S | SnV | U | NnV | N | TV    | TD  | Bemerkung                         |
| ----------- | --- | - | --- | - | --- | - | ----- | --- | --------------------------------- |
| Deutschland | 1   | 0 | 0   | 1 | 0   | 0 | 4:4   | 0   |                                   |
| Estland     | 3   | 0 | 0   | 1 | 0   | 2 | 4:11  | −7  |                                   |
| Kirgisistan | 3   | 3 | 0   | 0 | 0   | 0 | 25:0  | +25 | höchster WM-Sieg (13:0, 2012)     |
| Lettland    | 1   | 0 | 0   | 0 | 0   | 1 | 0:8   | −8  | höchste WM-Niederlage (0:8, 2014) |
| Mongolei    | 1   | 1 | 0   | 0 | 0   | 0 | 3:2   | +1  |                                   |
| Niederlande | 2   | 1 | 0   | 0 | 0   | 1 | 5:5   | 0   |                                   |
| Somalia     | 1   | 1 | 0   | 0 | 0   | 0 | 12:0  | +12 |                                   |
| Ukraine     | 4   | 4 | 0   | 0 | 0   | 0 | 19:10 | +9  |                                   |
| Ungarn      | 1   | 0 | 0   | 0 | 0   | 1 | 2:6   | −4  |                                   |